# Mother o' Mine (film 1917)
Mother o' Mine è un film muto del 1917 diretto da Rupert Julian. Prodotto dalla Bluebird Photoplays, fu sceneggiato da Elliott J. Clawson su un soggetto dello stesso regista che appare anche come il protagonista del film a fianco di Ruth Clifford.

## Trama
La signora Standing si sacrifica per poter offrire la speranza di una vita migliore a suo figlio John.  Riesce a mandarlo all'università ma qui il giovane si vergogna di ammettere le sue origini di ragazzo di campagna. Così, quando la madre va a fargli visita portandogli una cesta di marmellate fatte in casa, John racconta a Catherine, la sua ricca fidanzata, che quella è la sua tata. La madre, devastata, torna disperata a casa. John, pentito, la segue, promettendo di prendersi cura di lei negli anni a venire. In paese arriva anche Catherine, accompagnata da sua madre. Tutto è perdonato e i due fidanzati possono continuare la loro storia d'amore.

## Produzione
Il film, prodotto dall'Universal Film Manufacturing Company (con il nome Bluebird Photoplays), venne girato negli Universal Studios, al 100 di Universal City Plaza a Universal City.

## Distribuzione
Il copyright del film, richiesto dalla Bluebird Photoplays, Inc. con il titolo Mother of Mine , fu registrato il 4 agosto 1917 con il numero LP11199.
Distribuito dall'Universal Film Manufacturing Company (con il nome Bluebird Photoplays), uscì nelle sale cinematografiche statunitensi il 2 settembre 1917. In Danimarca, prese il titolo En Moders Kærlighed.
Non si conoscono copie ancora esistenti della pellicola che viene considerata presumibilmente perduta.